# Perilissus flexuosus
Perilissus flexuosus är en stekelart som först beskrevs av Théobald 1937.  Perilissus flexuosus ingår i släktet Perilissus och familjen brokparasitsteklar. Inga underarter finns listade i Catalogue of Life.